# Michel-Marie Poulain
Michel-Marie Poulain („Micky“, * 5. Dezember 1906 in Nogent-sur-Marne, Département Val-de-Marne, Frankreich; † 9. Februar 1991 in Mandelieu-la-Napoule, Département Alpes-Maritimes) war eine französische Malerin und Künstlerin, deren Stil und Technik an Bernard Buffet erinnern.

## Leben
Bei der Geburt wurde Michel-Marie Poulain das männliche Geschlecht zugewiesen. Sie diente als Unteroffizier bei den Dragonern und geriet in Kriegsgefangenschaft in ein Stalag, aus dem sie 1941 entkommen konnte. Als Frau arbeitete sie als Model bei  Modeschöpfern und als Cabaret-Tänzerin. Diese „Persönlichkeitsspaltung“ scheint in ihren Gemälden auf und erklärt die kraftvolle sowie die typisch weibliche Pinselführung. Ihre Biographen bemerken: Die Intensität ihrer Malerei wird gemildert durch eine feminine Anmut, sichtbar in ihren Figuren.
Poulain eröffnete später eine Galerie in Cannes, um ihre Bilder auszustellen.
Sie liegt begraben in Èze.

## Ausstellungen

### Einzelausstellungen
- Galerie Clausen, Paris, Juli 1938
- Galerie Paul Blauseur, Paris, November 1946
- Galerie d’art du Faubourg, Paris, März 1948
- Galerie Sélection, Paris, 1955
- Galerie Vendôme, Paris, 1957[4]
- Galerie Marcel Bernheim, Paris, Dezember 1963[5]

### Gruppenausstellungen
- Salon d’hiver, Salon d’Automne, Salon des Indépendants und Salon des Tuileries, Paris, ab 1931[6]
- Philippe Marie Picard, Michel-Marie Poulain, Gerard Sekoto, Galerie Heyrène, Paris, 1952

## Werke

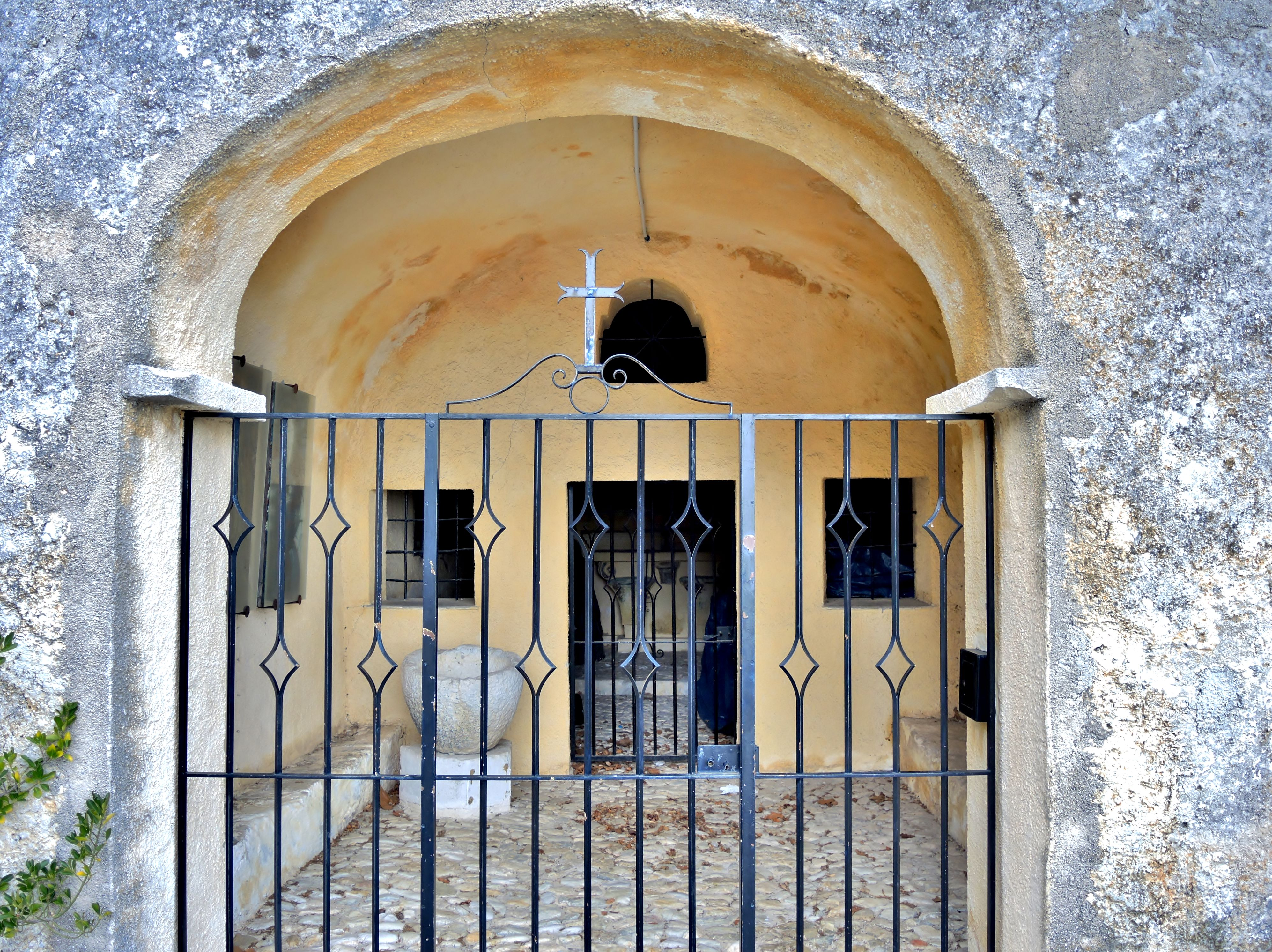
Die Kapelle Saint-Sébastien in Sainte-Agnès

Neben der Gemäldemalerei fertigte Michel-Marie Poulain auch Glasmalereien und Fresken für Kirchen an:
- Kirchenfenster der Abtei von La Colle-sur-Loup
- Dekoration der Chapelle des Pénitents blancs, Èze (1953)[7]
- Restauration der Chapelle Saint-Sébastien, Sainte-Agnès (Alpes-Maritimes)[8]

## Rezeption
„Ses marines sont de premier ordre, surtout celle de Quimper, dans des gris argentés où les mâts zèbrent le ciel parallèlement au clocher vif, lointain. Une coupe de fruits n’est pas moins solidement composée, avec le minimum de graphisme. Même lorsqu’elle s’essaye à l’art abstrait, Michel-Marie Poulain parvient à nous captiver. Tempérament rare fait à la fois de fougue et d’esprit de recherche des plus méritoires.“

„Ihre Marinen sind erstklassig, besonders jene von Quimper, in silbrigen Grautönen, wo die Masten den Himmel parallel zum lebhaften Glockenturm in der Ferne streifen. Eine Obstschale ist nicht weniger solide komponiert, mit minimalem Zeichenstil. Selbst wenn sie sich an abstrakter Kunst versucht, schafft es Michel-Marie Poulain, uns in ihren Bann zu ziehen. Ein seltenes Temperament, gemacht aus verdienstvollstem Ungestüm und Neugier.“

„Un expressionniste montmartrois dont la plus grande originalité consista longtemps à travestir sa personnalité sous des vêtements féminins.“

„Ein Expressionist aus Montmartre, dessen größte Originalität lange darin bestand, seine Persönlichkeit in Frauenkleidern zu kostümieren.“

„Il traite avec virtuosité les sujets les plus divers, et notamment des vues du vieux Montmartre.“

„Er behandelt die unterschiedlichsten Sujets mit Virtuosität, insbesondere die Ansichten des alten Montmartre.“

„Le scandale qui entoure toujours la liberté ne doit pas rejaillir sur son œuvre. Poulain n’est pas une figure amusante de la faune parisienne qui brosse aussi des toiles, c’est avant tout un artiste, mieux: un ouvrier robuste et consciencieux devant les lois de son art.“

„Der Skandal, der die Freiheit stets umgibt, darf nicht auf ihr Werk zurückfallen. Poulain ist keine amüsante Figur der Pariser Fauna, die nebenbei Gemälde pinselt, sie ist in erster Linie eine Künstlerin, oder besser: eine robuste und gewissenhafte Arbeiterin vor den Gesetzen ihrer Kunst.“

„Ses French cancan au Moulin Rouge et La cavalière du Moulin Rouge portent les stigmates de son travail dans lequel elle sacrifie délibérément le détail, laissant à une seule courbe, bien expressive, à des couleurs plus ou moins vives, à des tâches d’ombre disposées ad hoc, le soin de souligner une attitude ou d’éclairer un caractère. Cocardières que des deux toiles? Elles jonglent en effet avec trois couleurs: le blanc des froufrous des danseuses, le bleu de leurs chapeaux et le rouge du fond pour le premier tableau, et encore le blanc du cheval, le bleu de la robe de l’amazone et le rouge de la livrée du palefrenier pour l’autre. Un hommage au Moulin Rouge, que la peintre aimait particulièrement et qui, pour elle, symbolisait la France. La France entière.“

„Ihre Gemälde French cancan au Moulin Rouge (Französischer Cancan im Moulin Rouge) und La cavalière du Moulin Rouge (Die Kavalierin des Moulin Rouge) tragen die Stigmata ihrer Arbeit, in der sie wissentlich das Detail opfert und es einer einzelnen ausdrucksstarken Kurve, mehr oder weniger lebhaften Farben und ad hoc verteilten Schattenflecken überlässt, eine Haltung zu unterstreichen oder einen Charakter zu beleuchten. Sind diese beiden Gemälde Fahnenträgerinnen? Sie spielen in der Tat mit drei Farben: das Weiß der Rüschen der Tänzerinnen, das Blau der Hüte und das Rot des Hintergrunds im ersten Gemälde sowie das Weiß des Pferdes, das Blau des Amazonenkleids und das Rot der Livree des Stallknechts im zweiten. Eine Hommage an das Moulin Rouge, das die Malerin besonders liebte und das für sie Frankreich symbolisierte. Ganz Frankreich.“

## Sammlungen

### Private Sammlungen
- Der luxemburgische Architekt Paul Retter, Michel-Marie Poulains Förderer, besaß zahlreiche Gemälde, die nach dem Tod des Sammlers versteigert wurden. Die meisten, wie das Bild von Bettembourg und die Echternacher Springprozession, verblieben in luxemburgischem Besitz.
- Albert Sarraut[14]
- Charles Trenet, der sagte, er finde in Michel-Marie Poulains Gemälden „un reflet de sa propre loufoquerie poétique“[15] („eine Spiegelung seiner eigenen poetischen Verrücktheit“).

### Öffentliche Sammlungen
- Musée de Cagnes-sur-Mer: Toulon, Öl auf Leinwand
- Société Muséale Albert-Figuiera, Èze[16]: Portrait de Clorine Cottier-Abeille, Zeichnung
- Musée national d’art moderne im Centre Pompidou, Paris: La partie de cartes (Das Kartenspiel), Öl auf Leinwand